# Apoflegmatismo
Apophlegmatismo, ou Apoflegmatismo, é a medicação que se utilizava na Idade Moderna para expelir os humores fleumáticos da cabeça. O tratamento era essencialmente composto por plantas como a mostarda, tomilho, orégano, gengibre, pimenta e demais produtos picantes.